# 올림픽 벨라루스 선수단
올림픽 벨라루스 선수단은 벨라루스를 대표하여 올림픽에 참가하는 선수단이다. 벨라루스 선수들은 소련(IOC 코드: URS)의 일부로 핀란드 헬싱키에서 열린 1952년 하계 올림픽부터 올림픽 참가를 시작했다. 1991년 소련이 해체된 후 벨라루스는 다른 14개 구소련 공화국 중 4개 공화국과 함께 1992년 동계 올림픽(프랑스 알베르빌에서 개최)에 단일팀으로 참가했다. 1992년 말, 벨라루스는 11개 공화국에 합류하여 스페인 바르셀로나에서 열리는 하계 올림픽에 단일팀으로 참가했다. 2년 후, 벨라루스는 노르웨이 릴레함메르에서 열린 1994년 동계 올림픽에 독립 국가로서 처음으로 출전했다.
총 105개의 메달을 획득한 벨로루시는 소련 붕괴 이후 러시아와 우크라이나에 이어 3위를 차지했다. 1994년부터 벨라루스는 동계 올림픽과 하계 올림픽에 참가할 때마다 메달을 획득했다.
2022년에는 벨라루스가 지원한 러시아의 우크라이나 침공에 대응하여 벨라루스 선수단이 국제 올림픽 위원회에 의해 일시적으로 자격 정지를 당했다. 2023년 1월, 국제 올림픽 위원회(IOC)는 벨라루스 선수들이 2024년 하계 올림픽에 중립국으로 참가할 수 있도록 허용하겠다는 계획을 발표했고, 2024년 하계 올림픽부터 벨라루스 선수들은 러시아 선수들과 함께 '개인 중립 선수' 명의로 참가하게 되었다.

## 참고 자료
- (영어) “Belarus”. SR/Olympic Sports. 2011년 7월 20일에 원본 문서에서 보존된 문서. 2011년 10월 30일에 확인함.